# Hashim Zaidan
Hashim Zaidan Bashir (in arabo هاشم زيدان بشير‎?; Doha, 13 agosto 1980) è un allenatore di pallacanestro ed ex cestista qatariota.

## Carriera
Con il Qatar ha disputato i Campionati mondiali del 2006 e quattro edizioni dei Campionati asiatici (2001, 2003, 2005, 2007).